# Skrivaregårdssjön
Skrivaregårdssjön är en sjö i Gislaveds kommun i Småland och ingår i Nissans huvudavrinningsområde. Sjön har en area på 0,727 kvadratkilometer och ligger 172,2 meter över havet. Sjön avvattnas av vattendraget Kilan (Västerån). Vid provfiske har bland annat abborre, braxen, gädda och karpfisk (obestämd) fångats i sjön.

## Delavrinningsområde
Skrivaregårdssjön ingår i det delavrinningsområde (635912-135707) som SMHI kallar för Inloppet i Majsjön. Medelhöjden är 196 meter över havet och ytan är 7,86 kvadratkilometer. Räknas de 4 delavrinningsområdena uppströms in blir den ackumulerade arean 48,62 kvadratkilometer. Kilan (Västerån) som avvattnar avrinningsområdet har biflödesordning 2, vilket innebär att vattnet flödar genom totalt 2 vattendrag innan det når havet efter 104 kilometer. Delavrinningsområdet består mestadels av skog (77 %). Avrinningsområdet har 0,94 kvadratkilometer vattenytor vilket ger det en sjöprocent på 11,9 %.

## Fisk
Vid provfiske har följande fisk fångats i sjön:
- Abborre
- Braxen
- Gädda
- Karpfisk obestämd
- Mört
- Siklöja